# Joachim Rees
Joachim Rees (* 1964 in Opladen) ist ein deutscher Kunsthistoriker.

## Leben
Joachim Rees studierte nach dem Abitur am Leverkusener Werner-Heisenberg-Gymnasium von 1985 bis 1991 Kunstgeschichte, Neuere Geschichte und Archäologie an der Universität zu Köln und zwischenzeitlich (1988/89) am Courtauld Institute of Art in London. An das Masterstudium schloss er ein Promotionsstudium an der Universität Köln an, das er 1997 mit einer Dissertation über den französischen Archäologen, Kunsttheoretiker und Sammler Anne-Claude-Philippe, Comte de Caylus (1692–1765) abschloss. Von 1995 bis 1997 war er als wissenschaftlicher Mitarbeiter am Wallraf-Richartz-Museum in Köln tätig.
Von 1998 bis 2003 betreute er am Forschungszentrum Europäische Aufklärung in Potsdam das DFG-Projekt „Europareisen politischer Funktionsträger 1763–1789“ als Projektleiter und von 2003 bis 2006 am Kunsthistorischen Institut der Freien Universität in Berlin das Projekt „Kulturanthropologie des Zeichnens“.
Nach einer Tätigkeit als wissenschaftlicher Redakteur bei der Stiftung Preußische Schlösser und Gärten Berlin-Brandenburg (Historischer Bestandskatalog der Antiken) und als freier Mitarbeiter beim Landesdenkmalamt Berlin (Denkmaltopographie für den Bezirk Charlottenburg-Wilmersdorf) wurde er im April 2009 wissenschaftlicher Mitarbeiter am Kunsthistorischen Institut der Freien Universität Berlin.
Von 2010 bis 2012 übernahm Joachim Rees eine Lehrstuhlvertretung über Kunstgeschichte und Historische Bildwissenschaft an der Universität Bielefeld. Im November 2011 habilitierte er sich mit einer Forschungsarbeit zum Thema „Die verzeichnete Fremde. Studien zu Formen und Funktionen des Zeichnens im Kontext europäischer Forschungsreisen 1770–1830“.
Ab April 2012 leitete er das Projekt „Transkulturelle Verhandlungsräume von Kunst“ am Kunsthistorischen Institut der Freien Universität Berlin. Im April 2016 wurde er auf die Professur Kunstgeschichte der Frühen Neuzeit und Frühmoderne in transkultureller Perspektive an diesem Institut berufen.
Zum Sommersemester 2019 trat Joachim Rees die Professur für Kunstgeschichte an der Universität des Saarlandes in Saarbrücken an und übernahm die Leitung des Instituts für Kunstgeschichte (Fachrichtung Kunst- und Kulturwissenschaft). Er ist Mitglied der Kommission für Saarländische Landesgeschichte.

## Veröffentlichungen
- mit Ekkehard Mai (Hrsg.): Kunstform Capriccio. Von der Groteske zur Spieltheorie der Moderne (= Kunstwissenschaftliche Bibliothek. 6). König, Köln 1998, ISBN 3-88375-291-6.
- Friedrich Wilhelm von Ketelhodt, Das Tagebuch einer Reise der Schwarzburg-Rudolstädtischen Prinzen Ludwig Friedrich und Karl Günther durch Deutschland, die Schweiz und Frankreich in den Jahren 1789 bis 1790. Hain Verlag, Weimar/Jena 2004, ISBN 3-89807-072-7 (bearbeitet und kommentiert mit Winfried Siebers, hrsg. von der Gesellschaft für Buchkultur und Geschichte e. V. Rudolstadt und der Historischen Bibliothek der Stadt Rudolstadt).
- mit Winfried Siebers: Erfahrungsraum Europa. Reisen politischer Funktionsträger des Alten Reichs 1750–1800. Ein kommentiertes Verzeichnis handschriftlicher Quellen (= Aufklärung und Europa. 18). Berliner Wissenschafts-Verlag, Berlin 2005, ISBN 3-8305-0563-9.
- Die Kultur des Amateurs. Studien zu Leben und Werk von Anne Claude Philippe de Thubières, Comte de Caylus (1692–1765). VDG Verlag und Datenbank für Geisteswissenschaften, Weimar 2006 (zugleich Dissertation).
- Künstler auf Reisen. Von Albrecht Dürer bis Emil Nolde. Wissenschaftliche Buchgesellschaft, Darmstadt 2010, ISBN 978-3-534-22089-2.
- Die verzeichnete Fremde. Formen und Funktionen des Zeichnens im Kontext europäischer Forschungsreisen 1770–1830. Wilhelm Fink Verlag, Paderborn 2015, ISBN 978-3-7705-5589-5 (zugleich Habilitationsschrift).